# Панченко, Борис Константинович
Борис Константинович Панченко (30 мая 1915 — 5 ноября 1985) — командир миномётной батареи 493-го отдельного пулемётно-артиллерийского батальона 159-го укреплённого района 18-й армии 4-го Украинского фронта, лейтенант. Герой Советского Союза.

## Биография
Родился 30 мая 1915 года в слободе Макеевка ныне Донецкой области Украины. Работал мастером-электриком в доменном цехе.
В Красной Армии с октября 1941 года. Участник Великой Отечественной войны с октября 1942 года. Сражался на Донском, 1-м, 2-м и 4-м Украинском фронтах.
Отличился во время боёв на территории Чехословакии 23 февраля 1945 года. 23 мая 1945 года за образцовое выполнение боевых заданий командования и проявленные при этом мужество и героизм, лейтенанту Панченко Борису Константиновичу присвоено звание Героя Советского Союза с вручением ордена Ленина и медали «Золотая Звезда».
С 1946 года старший лейтенант Панченко в запасе. Жил в городе Макеевке Донецкой области Украины. Скончался 5 ноября 1985 года.